# Chandra Bahadur Dangi
Chandra Bahadur Dangi, né le 30 novembre 1939 à Kalimati et mort le 4 septembre 2015 à Pago Pago, est un Népalais reconnu depuis février 2012 comme l'être humain adulte le plus petit du monde et de l'histoire par le Livre Guinness des records. Il mesurait 54,6 cm, et pesait 12 kg.
Il détrôna le Philippin Junrey Balawing qui avait été reconnu en juin 2011 comme l'être humain adulte le plus petit du monde. Après la mort de Chandra Bahadur Dangi, Junrey Balawing récupèra son titre.
La femme adulte la plus petite au monde est l'Indienne Jyoti Amge, mesurant 62,8 cm.